# Маргиев, Руслан Таймуразович
Руслан Таймуразович Маргиев (21 марта 1995 года, Владикавказ, Россия) — российский футболист, полузащитник.

## Карьера
Воспитанник тольяттинской «Академии». В профессиональном футболе дебютировал в ПФЛ за владикавказскую «Аланию-Д». Позднее во втором дивизионе играл и за «Аланию», позднее преобразованную в «Спартак-Владикавказ». Затем провёл два сезона Премьер-Лиге Крыма. Выступал за «Океан» и «ТСК-Таврию».
Летом 2019 года перешёл в клуб узбекской Суперлиги «Кызылкум». Дебютировал 26 июля в гостевом матче против «Навбахора» (1:0).
В марте 2021 года вновь отправился в Крым, где был заявлен за молодёжненскую «Крымтеплицу». Спустя год перешёл в «Евпаторию». С августа 2022 года — игрок ялтинского «Рубина». 1 января 2024 года покинул Рубин по истечении срока действия контракта. 19 марта подписал контракт с Бахчисарайским «Кызылташем». 24 июля 2024 года перешёл в футбольный клуб «Днепр Могилёв», а уже 28 июля сыграл дебютную встречу за Могилевчан в матче Кубка Беларуси против Ислочи (0:1).